# Fédération italienne d'aviron
La Fédération italienne d'aviron (en italien : Federazione Italiana Canottaggio ; acronyme : FIC) est une association regroupant les clubs d'aviron d'Italie et organisant les compétitions nationales d'aviron en Italie.

## Histoire
Les premiers clubs d'aviron sont créés en 1861 et 1863, ce sont la "Canottieri Limite sull'Arno" et la "Canottieri Cerea". En 1876 est fondé l'"Alfredo Cappellini" de Livourne. Le 31 mars 1888 est fondé le Rowing Club Italiano, auprès de la Reale Società Canottieri Cerea, qui devient la federation de cinq clubs, la Cerea, l'Armida, la Caprera, l'Esperia et l'Eridano. Le 15 septembre 1889, le premier championnat national est organisé à Stresa sur les eaux du lac Majeur.
En janvier 1924 le Rowing Club Italiano devient la Reale Federazione Italiana di Canottaggio (RFIC) qui deviendra après guerre la Federazione Italiana di Canottaggio. Son siège est à Turin de 1888 à 1933, puis à Rome, repasse à Turin en 1946 jusqu'en 1957 avant de revenir à Rome définitivement.

## Présidents
| Président                         | De   | A        | Note |
| --------------------------------- | ---- | -------- | ---- |
| Edoardo Scarampi                  | 1888 | 1890     |      |
| Roberto Biscaretti di Ruffia (it) | 1900 | 1904     |      |
| Luigi Capuccio                    | 1904 | 1913     |      |
| Carlo Montù (it)                  | 1913 | 1927     |      |
| Luigi Di Sambuy                   | 1927 | 1935     |      |
| Massimo Giovannetti               | 1935 | 1943     |      |
| Claudio Savarese                  | 1943 | 1944     |      |
| Giulio Haag                       | 1945 | 1945     |      |
| Carlo Montù (it)                  | 1945 | 1945     |      |
| Carlo Montù (it)                  | 1946 | 1949     |      |
| Massimo Giovannetti               | 1949 | 1958     |      |
| Alfredo Boccalatte                | 1958 | 1961     |      |
| Diodato Lanni                     | 1961 | 1973     |      |
| Paolo D'Aloja                     | 1973 | 1984     |      |
| Gian Antonio Romanini             | 1984 | 2005     |      |
| Renato Nicetto                    | 2005 | 2008     |      |
| Enrico Gandola                    | 2008 | 2012     |      |
| Giuseppe Abbagnale                | 2012 | en cours |      |